# پائولین نارمپرینگ
پائولین نارمپرینگ (به انگلیسی: Pauline Ngarmpring) (زاده ۱۹۶۴) سیاستمدار تایلندی است.
او یک زن ترنس است.
در سال ۲۰۱۳، او به عنوان یک زن تراجنسیتی آشکارسازی کرد و برای انجام عمل جراحی تغییر جنسیت به آمریکا سفر کرد. در سال ۲۰۱۷ او به تایلند بازگشت، جایی که رسانه‌های محلی او را «کیتلین جنر تایلندی» نامیدند.
در سال ۲۰۱۹، او به همراه دو نفر دیگر به عنوان نامزدهای نخست‌وزیری حزب ماهاچون در انتخابات ۲۰۱۹ نامزد شد. این او را به اولین فرد تراجنسیتی تبدیل کرد که برای نخست‌وزیری تایلند نامزد شده است.